# Богдашкино (Цильнинский район)
Богда́шкино (чув. Пухтел) — село в Цильнинском районе Ульяновской области. Входит в Алгашинское сельское поселение.

## География
Расположено в верховьях реки Цильна вблизи границы с Татарстаном, в 22 км к северо-западу от села Большое Нагаткино (райцентр) и в 57 км от Ульяновска.
Связано автодорогой с селом Старые Алгаши (выход к автодороге А151 Цивильск — Ульяновск)

## Название
Основателем села Богдашкино была женщина: «Жил старик с тремя сыновьями. Пришло время отдавать старику одного из сыновей в солдаты, но никто из них не хотел идти на военную службу. Братья умоляли отца оставить их дома, один ссылался на молодость, другой на зрелые годы, а третий на плохое зрение. Тогда за братьев идти в солдаты согласилась их сестра по имени «Богдан». Переоделась она в мужское платье и ушла на службу. Служила она хорошо и даже была примером для своих сослуживцев. Однако солдаты почувствовали, что Богдан не мужчина, а женщина, и доложили начальству. Вскоре слух об этом дошел до царя. Он потребовал ее к себе и при разговоре спросил, как она умудрилась попасть на военную службу. Она рассказала всю правду. Царь простил напуганную девушку и, отпуская домой, спросил, чего она желает от него. Тут-то девушка осмелела и попросила выделить немного земли для ее родителей. Государь дал ей в собственность коня, на котором она ездила в гвардии, и предложил выбрать любые земли в степной местности. Для этого ей следовало встать пораньше, объехать ею выбранный участок земли, пока роса не высохнет. Это и будет ее землей. Богдан так и сделала. Объехала поле, а землемер по следам на росе межевал его. Поле получилась не маленьким, вскоре на эту землю переселились родители. Селение, которое было основано на этой земле, было названо деревня Богдашкиной».

## История
Село основано ранее 1662 года служилыми чувашами деревни Вершины Чильны Богдашка Ахтеев с товарищи,  всего 10 человек, в челобитной писали, что им дано «под усад дикаго поля, с сенными покосами и со всеми угодьями, по 20 четвертей каждому, на речке Чильне, а выписи на ту землю они не имеют». Когда Богдашка Ахтеев умер, эту деревню начали называть по его имени — Богдашкино. 
В 1780 году, при создании Симбирского наместничества, деревня Богдашкино, при речке Цыльне, крещеных чуваш, ясашных чуваш, служилых чуваш, вошло в состав Тагайского уезда. С 1796 года — в Симбирском уезде Симбирской губернии. 
В 1798 году тайн. сов. Александру Гавриловичу Окуневу пожаловано было в Симбирской губернии  "за службу и на заплату долгов 6000 десятин из казенных оброчных земель. В это число Окуневу отвели 1944 дес. 1862 саж. при д. Богдашкиной; но при наделении местных казенных поселян, оказался недостаток земли, почему в 1804 году от Окунева эту землю отняли и отвели ему такое же количество земли из других свободных казенных земель.
Во время генерального межевания, в 1799 году, в д. Богдашкиной было 327 муж. и 371 жен. (121 двор) чуваш и в их пользование отчислили 4287 дес. 2142 саж. удобной земли; в самом начале 19-го столетия, по распоряжению Казенной палаты к ним перевели, из деревни Новых Чукал Буинскаго уезда, татар-лашман, 66 ревизских душ 20 дворов. В 1801 году производилось "уровнительное расчисление" земель между пятью селениями: Старыми Алгашами, Богдашкиной, Верхними, Нижними и Новыми, Тимерсянами, с тем, чтобы в каждом селении на одну душу приходилось 11 дес. 654 саж.; на основании такого "расчисления" к д. Богдашкиной отмежовано было только 3922 дес. 2064 саж.
В 1835 году Богдашкинские чуваши и татары стали удельными крестьянами. 
Высшее удельное начальство, изыскивая средства к улучшению благосостояния крестьян его ведомства, поручило в 1838 году управляющему Симбирской Удельной конторой устроить образцовые огороды в чувашских селениях счёт крестьянских капиталов, чтобы возбудить в чувашах желание заниматься огородничеством в своих усадьбах. К исполнению сего, весной 1838 года избраны были две беднейшие деревни: Богдашкино и Новыя Алгаши и в каждой из них засеяно по 5 десятин капусты и свеклы. Для этого посланы были из с. Мостовой слободы два опытных огородника. Урожай получился прекрасный, но чуваши оказали полное равнодушие к подобным занятиям, почему старания приучить их к огородничеству вскоре же были оставлены.
В 1859 году деревня Богдашкино, по тракту из г. Буинска в г. Карсун, находилась в 1-м стане Симбирского уезда Симбирской губернии, имелась мечеть.
В 1890 году в с. Богдашкине построена небольшая церковь, без колокольни, во имя Рождества Христова; а на другой стороне селения издавна существует татарская мечеть.
Чувашская школа открыта здесь в 1887 году. С 1888 года и до смерти в 1896 году служил в церкви и преподавал в школе Бюргановский, Илья Савельевич. С 1890 по 1898 год в начальной школе работал Афанасьев, Пётр Онисимович.
С 1928 по 1935 годы административный центр Богдашкинского района.
В декабре 1929 года был организован в Богдашкине колхоз «Буксир» и присоединён к колхозу «Луна». Колхозы распадались и вновь образовывались. В итоге осталось 3 колхоза: «Красная жатва», «Коммунар» и «Кзыл Юлдус». В 1950 году «Красная Жатва» и «Коммунар» соединились в одно крупное хозяйство «Звезда». В 1959 году соединились «Звезда» и «Кзыл Юлдус».

## Население
| 2010 |
| ---- |
| 968  |

Преобладающее население — чуваши.

## Известные уроженцы
- Лаптев Павел Васильевич — Герой Советского Союза.
- Нагорнов Владимир Порфирьевич — скульптор.
- Муравьев Александр Иванович - Участник Великой Отечественной Войны, первым водрузил красное знамя на территории штурмуемого советскими войсками Берлина

## Достопримечательности
- Родник, святой источник Казанской иконы Божией Матери[9].
- Исток реки Цильна[10].

## Инфраструктура
- Работает СПК «Богдашкинский». Имеются сред. школа с преподаванием чуваш. языка, Дом культуры, библиотека, участковая больница, аптека, отделение связи[3].